# 타꼬야끼볼
타꼬야끼볼은 해태제과에서 만든 과자이며 가격은 1500원에 판매하는 과자이다. 치즈볼형식의 과자이고 과자의 겉표면엔 구수한 문어와 풍미가득 타꼬야끼 소스의 환상적인 만남이란 단어가 적혀있는 과자이다. 맛이 좋아서 술안주용으로도 좋고 고소하며 담백한 맛이 나는 과자이다. 과자의 전체적인 형상이 둥근 모습에 치즈 모양의 색을 하고 있는 것이 특징이다.

## 타꼬야끼볼의 영양분
타꼬야끼볼의 영양분은 다음과 같이 있다.
- .탄수화물

- .나트륨

- .지방

- .당류

- .단백질

## 같이 보기
- 해태제과
- 과자